# الأماكن السياحة في ولاية سنار
ولاية سنار تقع في الجزء الجنوبي الشرقي من البلاد تقع في حزام السافنا الفقيرة من الناحية الشمالية بينما تقع الأجزاء الجنوبية في حزام السافنا الغنية ويتروح معدل الأمطار ما بين 300 ملم شمالا إلى 800 جنوبا، تضم ولاية سنار سبع محليات هي: سنار، سنجة «حاضرة الولاية»، الدندر، الدالي والمزموم، أبوحجار، السوكي، شرق سنار ود العباس.

## درجات الحرارة في ولاية
درجة الحرارة في ولاية سنار تتراوح ما بين 35-40 درجة مئوية كحد أقصي و 20-25 كحد إدني مع الاختلاف في درجات الحرارة بين كل حزام من السافنا.

## المناطق السياحية في ولاية سنار
تعج ولاية سنار بالأماكن السياحية ويكاد أن نقول إن أي محلية فيها منطقة سياحية في محلية سنار موجود خزان سنار الذي أنشأه الحكم الثنائي في عام 1925م وكذلك به سلسلة جبال في الريف الغربي للمدنية تسمي بأسما مختلفة منها«جبل موية، وجبل دوود، جبل سقدي، وجبل بيوت» كما يوجد بها القرية التراثية التي تقع في سنار التقاطع، ومنتزه رزاز ومنتزه المانجلك، مجمع عمار دنقس سمي بهذا الأسم على أول ملوك مملكة الفونج «السلطة الزرقاء» وفي محلية سنجة بها عدد من المناطق السياحية من أهمها بيت الضيافة، وغابة كبري سنجة، القرية العائلية وقاعة السلطنة، وكذلك بها عدد من المناطق في ريفها الشرقي به خضرة وطبيعة منها الرماش، ولوني، اللكندي وكركوج، وأبو البنات، في محلية الدندر بها محمية الدندر وهي أكبر محمية طبيعية في أفريقيا ومنطقة العزازة، عدد من القري التي تقع على نهر الدندر بها بساتين يمتلكها الأهالي، في محلية شرق سنار ودالعباس توجد غابة أبوجيلي بمساحة تقدر بحوالي 75الف فدان وكذلك بها بساتين على امتداد النيل الأزرق في محلية من شرق الخزان في منطقة كريمة إلي منطقة البرسي الفضل، وبها عدد من الأضرح وقبب أشهرها قبة الشيخ فرح ود تكتوك والفقيه محمد ود العباس.
أفضل وقت للسياحة في ولاية سنار هي من شهر سبتمر إلي شهر يناير.

### مناطق السياحية
- محمية الدندر
- سلسلة جبال في غرب سنار
- بيت الضياف
- غابات أبو جيلي
- القرية التراثية
- قاعة السلطة
- ود العباس
- كركوج
- الرماش
- قبب واضرح
- الشيخ فرح
- محمد علي العباس